# Чаун (река)
Ча́ун (в верховье Малый Чаун) — река на севере Дальнего Востока России. Протекает по территории Чаунского района Чукотского автономного округа.
По площади бассейна Чаун занимает 4-е место среди рек Чукотского автономного округа и 49-е — в России.
В бассейне Чауна обнаружены запасы олова, мышьяка, золота.
Через реку будет возведён мост на 704 км строящейся автомобильной дороги «Омолон — Анадырь».

## Исторические сведения
До середины XVIII века имело название Ковыча, которое дали первопроходцы-казаки. В 1791 году участниками экспедиции Биллингса упоминается как Чававейам. В то время по реке проходила западная граница расселения чукчей.
Современное название восходит к эвен. чаан — «дальний».

## Гидрография
Длина реки 205 км, площадь бассейна 23 тыс. км². Исток находится в хребтах Чукотского нагорья, северо-западнее озера Эльгыгытгын. В верховье имеет горный характер, где порожисто-водопадный участок реки составляет 4 % её длины. Протекает по одноимённой низменности, впадает в южную часть Чаунской губы Северного Ледовитого океана примерно в 100 км от города Певек. Дельта представляет собой несколько рукавов шириной до 2 км и глубиной около 0,7 м. Русло после паводка мигрирует.
Среднемноголетний расход воды в устье около 90 м³/с и объём стока 2,84 км³/год. Средняя мутность воды не превышает 45 г/м³, наибольшая — 400 г/м³. Вода реки по химическому составу относится к гидрокарбонатному классу и кальциевой группе, имеет небольшую минерализацию.
Питание реки преимущественно снеговое. Весенний ледоход в низовьях Чауна происходит 7-15 июня. В августе возможны паводки, вода может подняться до 3 метров. Река замерзает в середине октября.
В половодье происходит до 89 % годового стока. Зимой (5-6 месяцев) сток отсутствует. Река местами часто перемерзает, в результате образуются наледи.

## Притоки
Объекты перечислены по порядку от устья к истоку.
- 3 км: Реткучен
- 12 км: водоток пр. Паляваам
- 33 км: Паляваам (Каленмываам)
- 54 км: ручьи Чулек (в верховье ручей Мелкий)
- 90 км: Умкувеемкай
- 92 км: река без названия
- 92 км: Мильгувеем
- 97 км: Угаткын (в верховье Правый Угаткын)
- 115 км: протока без названия
- 130 км: Чулек
- 134 км: Тихий
- 138 км: Моховая
- 152 км: Правый Чаун
- 169 км: Узкий
- 180 км: Кривая

## Ихтиофауна
В реке водится 18 видов рыб, из них промысловое значение имеют проходные формы: горбуша, кета, голец, нельма, мальма, азиатская корюшка, сибирская ряпушка, а также пресноводные — чир, восточносибирский хариус, пыжьян, тонкохвостый налим. В низовьях встречается редкий эндемик — арктический омуль.